# Johann Ernst Bach
Johann Ernst Bach (28. ledna 1722 Eisenach, Německo – 1. září 1777 tamtéž) byl německý hudební skladatel, člen hudební rodiny Bachů.

## Život
Johann Ernst Bach byl synem Johanna Bernharda Bacha. 16. ledna 1737 vstoupil do Thomasschule v Lipsku a stal se žákem svého strýce Johanna Sebastiana Bacha.
Po studiu práv na lipské univerzitě se v roce 1742 vrátil do Eisenachu a bez náhrad zastupoval svého nemocného otce ve funkci dvorního varhaníka a cembalisty. V roce 1748 se stal oficiálně jeho asistentem a o rok později, po otcově smrti, jeho nástupcem. Vedle toho provozoval i právnickou praxi. V roce 1756 byl jmenován dvorním kapelníkem.
Vzhledem k tomu, že došlo ke sloučení dvorů saského, výmarského a eisenachského, cestoval pak mezi městy Výmar, Gotha a Eisenach a spolupracoval s Jiřím Antonínem Bendou na reorganizaci dvorní kapely. Když byla po smrti vévody Ernsta Augusta I. v roce 1758 kapela rozpuštěna, zachoval si svůj titul a pracoval ve správě vládních financí až do své smrti v roce 1777.

## Dílo

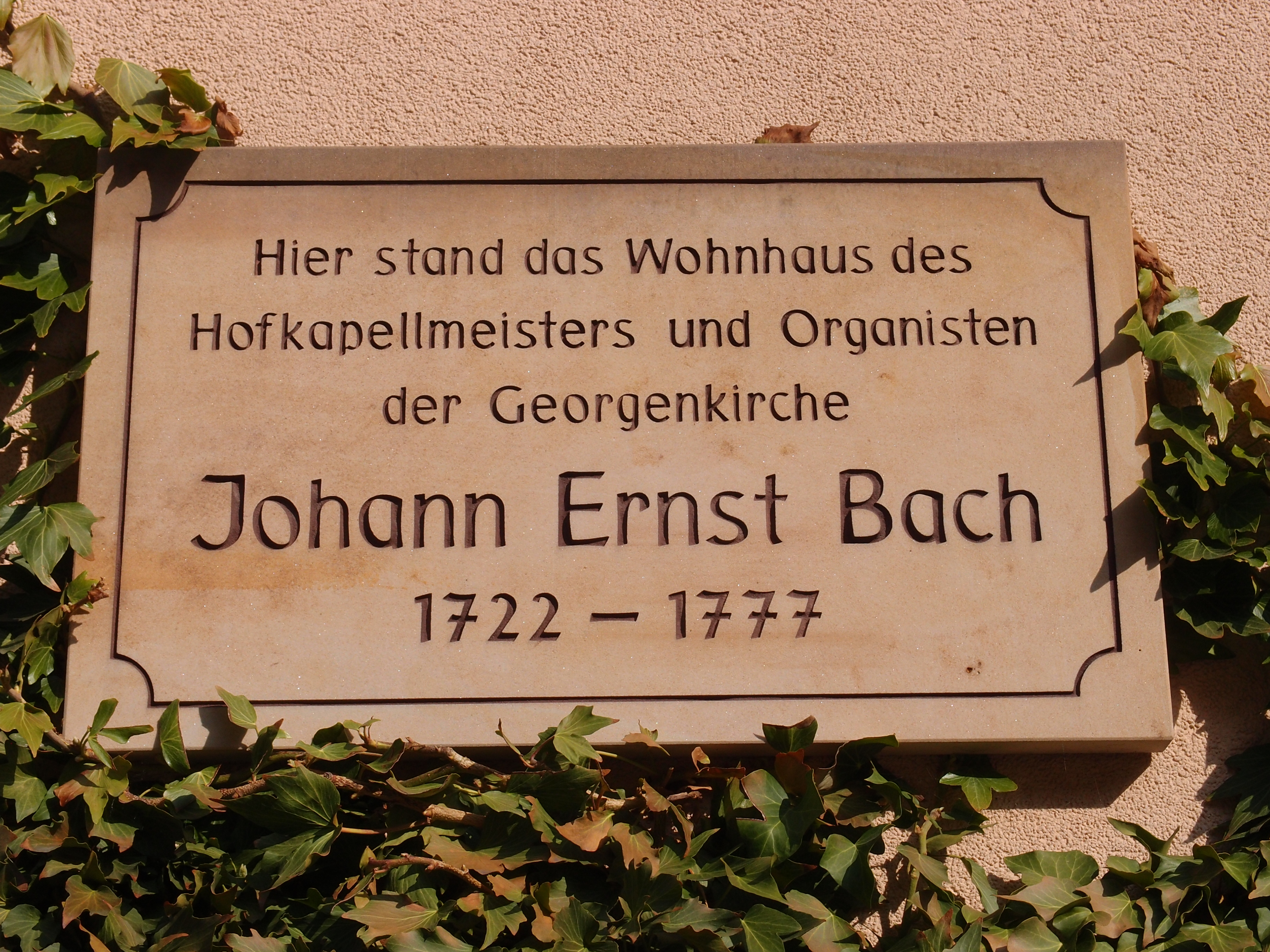
Pamětní deska v Eisenachu.

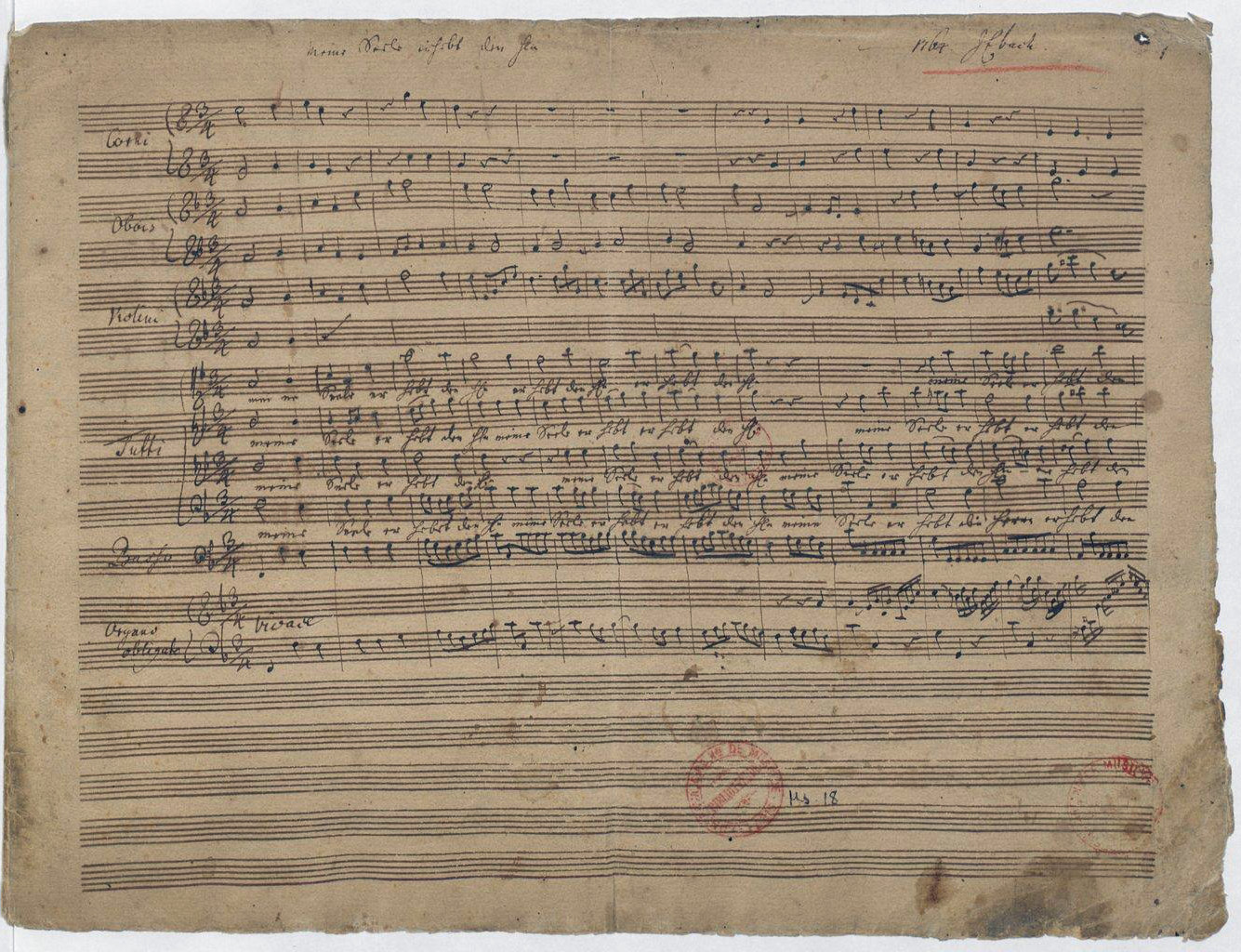
Rukopis Magnificat z r. 1764.

### Vokální skladby
- O Seele, deren Sehnen (pašijové oratorium), 1764
- Magnificat B-dur
- Mše na Es wolle Gott uns gnädig sein
- 11 motet
- Kantáty:
  - So gehst du nun
  - Straf mich nicht in deinem Zom
  - Alles was Odem hat
  - Ott Meer ist nahe
  - Die Liebe Gottes ist ausgezogen
  - Kein Stündlein geht dahin
  - Herzlich lieb hab ich dich (žalm xviii)

### Instrumentální skladby
- 3 Sonaten (Eisenach, 1770)
- 3 Sonaten (Eisenach, 1772)
- 2 fantasie a fugy pro vahany
- Sonáty pro cembalo (A-dur, B-dur, D-dur, F-dur, f-moll, G-dur)
- 10 chorálů pro varhany